# Juan Belmonte
Juan Belmonte García (Sevilla, 14 d'abril de 1892 - Utrera, 8 d'abril de 1962), anomenat Pasmo de Triana, va ser un torero andalùs, probablement dels més populars de la història i considerat com un dels fundadors del toreig modern.
Va abanderar l'Edat d'Or del toreig junt amb José Gómez "Joselito" i Rodolfo Gaona, a la dècada de 1910. La carrera professional de Belmonte es va desenvolupar entre 1913 i 1936, any en què es va retirar definitivament després de dos retirades fallides al 1922 i al 1934.
A punt de cumplir 70 anys, el 8 d'abril de 1962, Juan Belmonte es va suïcidar d'un tret al seu cortijo de Gómez Cardeña, entre Sevilla i Jerez. Va ser enterrat al Cementiri de San Fernando a Sevilla.